# Марищук, Людмила Владимировна
Марищук, Людмила Владимировна
Людмила Владимировна Марищук (род. 19 января 1954 года в г. Ленинграде, РСФСР) – советский и белорусский психолог в области общей и педагогической психологии, психологии спорта; доктор психологических наук, профессор кафедры общей и организационной психологии Института психологии БГПУ и кафедры психологии и конфликтологии Российского государственного социального университета (РГСУ, филиал в г. Минске).
По указанию руководства Белорусского НИИ образования (ныне НИО) она организовала и возглавила кафедру психологии, в созданной в БелНИИ образования магистратуре. На кафедре работали все действовавшие в 1995–1997 годах доктора психологических наук. По инициативе ректора Белорусского государственного университета физической культуры ею была разработана документация (учебные планы, программы) новой специализации – спортивная психология, открытая в БГУФК в 2003 году. По поручению ректора БГПУ им. Максима Танка ею была организована кафедра общей и дифференциальной психологии, которую она возглавила в 2005 году.
Биография
В 1982 году окончила Ленинградский государственный педагогический институт им. А.И. Герцена по специальности иностранные языки. С 1980 по 1982 годы работала в Республике Куба в качестве переводчика. В 1989 году переехала в г. Минск.
С 1995 по 1997 г. – заведующий кафедрой психологии магистратуры Национального института образования (НИО) Республики Беларусь.
с 2000 г. – заведующий кафедрой педагогики и психологии Белорусского государственного университета физической культуры.
с 2004 г. выполняла обязанности председателя проблемного семинара по психологии БГПУ.
с 2005 года – декан факультета психологии Белорусского государственного педагогического университета (БГПУ).
с 2006 г. – заведующий кафедрой общей и дифференциальной психологии факультета психологии БГПУ.
с 2008 г. – профессор кафедры общей и организационной психологии Института психологии БГПУ. Читает курсы лекций «Психология»; «Методология научного исследования», «Методика преподавания психологии», «Психология способностей», «Акмеология». Под ее руководством защищено 38 магистерских диссертаций, большая часть магистров – ее бывшие студенты, а ныне – аспиранты, кандидаты наук, работающие в БГПУ и других учреждениях образования Республики Беларусь, 4 заведуют кафедрами.
Под руководством кандидата педагогических наук (1992), доктора психологических наук (1999) Л.В. Марищук защищены 15 кандидатских диссертаций.
Членства
с 2020 – член Совета по защитам диссертаций по психологии БГПУ,
с 2003 по 2019 – член экспертного совета по психологии ВАК Республики Беларусь,
с 2002 по 2017 – член совета по защите докторских диссертаций БГУФК,
с 2019 по настоящее время – член совета по защите докторских диссертаций РГСУ (Москва),
– со дня основания член редколлегии журнала «Мир спорта»,
– со дня основания член редколлегии сборника рецензируемых научных трудов РНПЦ спорта,
– с 2001 – член редколлегии сборника рецензируемых научных трудов «Ученые записки»,
– с 2015 – член редколлегии журнала «Профессиональное образование»,
– с 2019 – член редколлегии журнала «Педагогическая наука и образование»,
– с 2019 – член редколлегии сборника рецензируемых научных трудов ИПС.
Награды, благодарности(2017 -2020)
Грамота РГСУ
Благодарственное письмо Мин.спорта и туризма РБ
Почетная грамота БГУФК
Грамота института пограничной службы РБ
Нагрудный памятный знак «70 лет ИНБ РБ»
Нагрудный памятный знак «За заслуги»
Благодарственное письмо факультета психологии СПБГУ
Юбилейный нагрудный знак «80 год БДУФК»
Юбилейная медаль «100 год Дзяржаунай бяспекi Беларусi»
Научная деятельность
В 1992 году защитила диссертацию на соискание ученой степени кандидата педагогических наук (13 00 01).
В 1999 году окончила докторантуру Национального института образования Республики Беларусь.
17 декабря 1999 г. решением ВАК Российской Федерации по результатам защиты диссертации в совете по защите диссертаций Санкт-Петербургского государственного университета присуждена ученая степень доктора психологических наук.
14 июня 2000 г. решением ВАК Республики Беларусь на основании нострификации присуждена ученая степень доктора психологических наук.
В 1998 году присвоено ученое звание доцента по специальности «Психология».
В 2003 году присвоено ученое звание профессора.
Член-корреспондент Международной Академии Акмеологических наук (с 1995 г., Санкт-Петербург).
Член-корреспондент Международной Академии Психологических наук (с 2001 г., Ярославль).
Автор более 760 научных работ по проблемам психологии способностей, психологии спорта, психологии обучения иностранным языкам, в том числе: 8 монографий, 16 учебных и учебно-методических пособий, 3 учебников (в соавторстве).
Избранные труды:
монографии:
1. Марищук Л.В. Способности к изучению иностранного языка и новые подходы к накоплению лексического запаса: монография. – Минск: НИО, 1997. – 188 с.
2. Гайдук С.А., Марищук Л.В. Технология формирования волевых качеств в процессе профессионально-прикладной физической подготовки: монография. – Минск: БГУФК, 2006. – 137с.
3. Ивашко С.Г., Марищук Л.В. Мнемическая деятельность: психологические условия активизации: монография. – Минск: РИВШ, 2014. – 202 с.
4. Марищук Л.В., Гракова К.Г., Германович Л.Г. Способности к иностранным языкам: развитие в процессе обучения: коллективная монография / под науч.ред. Л.В.Марищук. – М.: Изд-во РГСУ,2016. – 296 с.
5. Козыревский А.В., Марищук Л.В. Технология сопряженного формирования физической подготовленности и эмоционально-волевой устойчивости пограничников: монография – Минск: ИПС Республики Беларусь, 2016. – 208 с.
7. Психолого-педагогические аспекты развития личности: коллективная монография / науч.ред. Л.В.Марищук, О.К.Шульга/ отв.ред.А.И.Янчий.– Гродно: «ЮрСаПринт», 2017. – 228 с.
8. Марищук В.Л., Марищук Л.В., Платонова Т.В. Здоровый образ жизни: психология самосохранения: монография / под науч.ред. Л.В.Марищук. –  Минск: Колорград, 2018. – 265 с.
9. Субъектность как показатель личностной зрелости: Монография под.ред. Л.В.Марищук– Брест: БрГУ им. А.С.Пушкина, 2019.– 193 с
10. Марищук Л.В., Воронко Е.В. Психодидактическая технология минимизации алекситимии студентов: монография – Гродно: ГрГМУ, 2020.– 247 с.
учебные пособия:
11. Марищук Л.В. Психология спорта: учебное пособие. – Минск: БГАФК, 2002.– 93 с.
12. Марищук Л.В. Психология: учеб.-метод. пособие. – Минск: БГУФК, 2004. – 140 с.
11. Марищук Л.В. Психология спорта: Учеб.пособие. 2 изд. – Минск: БГУФК, 2006. – 102 с.
12. Марищук Л.В., Ивашко С.Г., Кузнецова Т.В. Психология: пособие. – Минск: БГУФК, 2008. – 312 с.
14. Марищук Л.В., Ивашко С.Г., Кузнецова Т.В. Психология: учебное пособие с грифом Мин Обр. РБ – Минск: Витпостер, 2016. – 777 с.
15. Методики развития спортивно-важных качеств личности спортсменов (начальный этап спортивной подготовки, этап спортивной специализации и спортивного совершенствования): практ. пособие – Минск: ГУ «Респ.учеб.-метод.центр физ.воспитания населения», 2015.– 128 с (в соавт.)
16. Развитие сенсорно-перцептивных качеств спортсменов на этапах становления спортивного мастерства (главы 1.1, 2.1, 3.1): практ. пособие Минск: БГУФК, 2014. – 104 с. (в соавт.).
17. Возрастная психология: учебно-методическое пособие для студентов учреждений высшего образования, обучающихся по специальности 1-79 01 05 «Медико-психологическое дело», 1-79 01 06 «Сестринское дело»: Учебно-методическое пособие с грифом УМО по высшему медицинскому, фармацевтическому образованию РБ Гродно: ГрГМУ, 2017. – 244 с. (в соавт.).
18. Социальная психология: учебно-методическое пособие Гродно: ГрГМУ, 2020.– 327 с (в соавт.).
19. Психология физической подготовки и спорта (главы 4, 6, 12, 13, 14): Учебник. – С.Пб: ВИФК, 2005. – 316 с.
20. Педагогика физической подготовки и спорта (главы 4, 9, 10, 12): учебник. – С.Пб: ВИФК, 2005. – 294 с.